# Храм Архангела Михаила (Вёшенская)
Храм Архангела Михаила (Архангельская церковь) —  действующий храм в станице Вёшенская Шахтинской и Миллеровской епархии Донской митрополии РПЦ (Московский патриархат).
Адрес храма: Ростовская область, Шолоховский район, станица Вешенская, улица Подтелкова, 63.Настоятель - Митяшин Роман Сергеевич

## История
Церковь Архангела Михаила находится в центре станицы Вёшенской. Построен храм в середине XVIII века. В 1786 году храм был освящён. В храме хранились: Евангелие 1744 года, требное Евангелие 1701 года, «Триодь Цветную» 1695 года, толковое Евангелие 1707 года и серебряный потир (сосуд для христианского богослужения) с прибором 1777 года. Храм был двухпрестольным: второй престол был освящён во имя апостола и евангелиста Иоанна Богослова.
В 1937 году в станице был разрушен Троицкий храм, Свято-Михайло-Архангельский храм использовался под зернохранилище. Во время Великой Отечественной войны в церковь попала бомба, сильно повредив здание. Бомба с немецкого самолёта разрушила алтарь и колокольню храма, но не взорвалась, а упала на хранящееся там зерно.
Властями станицы предпринималась попытка взорвать храм, однако его отстоял Михаил Шолохов.
В 1990 года настоятелем прихода был назначен отец Владимир.
В 1991 года началось восстановление храма, перекрыта крыша главного купола, с 1992 по 1995 год восстанавливался алтарь.
В настоящее время это действующий храм с воскресной школой. Настоятель храма —  иерей Роман Митяшин. Рядом с храмом установлен бюст Михаила Шолохова.